# Pouligney-Lusans
Pouligney-Lusans é uma comuna francesa na região administrativa de Borgonha-Franco-Condado, no departamento de Doubs. Estende-se por uma área de 11,6 km². Em 2010 a comuna tinha 867 habitantes (densidade: 74,7 hab./km²).